# (4559) Strauss
(4559) Strauss ist ein Asteroid des Hauptgürtels, der am 11. Januar 1989 vom deutschen Astronomen Freimut Börngen an der Thüringer Landessternwarte Tautenburg (IAU-Code 033) in Thüringen entdeckt wurde.
Der Asteroid wurde nach dem österreichischen Kapellmeister und Komponisten Johann Strauss (1825–1899) benannt.